# Stormossen (sumpmark i Finland, Nyland, lat 60,07, long 24,57)
Stormossen är en sumpmark i Finland. Den ligger i Kyrkslätt i landskapet Nyland, i den södra delen av landet, 23 km sydväst om huvudstaden Helsingfors.